# Niijima
Niijima (en japonés: 新島) es una isla volcánica en las islas Izu que es administrada por el Gobierno Metropolitano de Tokio, Japón, que se encuentra al sur de Tokio y al este de la península de Izu, prefectura de Shizuoka. La ciudad de Niijima (新島村 Niijima-mura) administra el gobierno local de la isla Niijima.
Niijima, posee una superficie de 23,87 km² y tiene una población de aproximadamente 2.700 personas, se encuentra 163 km al sur de Tokio. La isla es la más grande en Niijima-mura, o villa Niijima, que también contiene la más pequeña, vecina Shikinejima, y los islotes  Jinai-tō (地内島) 1000 m al oeste y Hanshima 300 m al sudeste. Niijima-mura es parte del Parque Nacional Fuji-Hakone-Izu. Hay dos comunidades en la isla de Niijima: Honson (本村) en el centro de la isla y la más pequeña Wakagō (若郷) en el extremo norte de la isla.
El punto más alto en la isla es el monte Miyatsuka (432 m). En el extremo sur de Niijima existen unas instalaciones para el lanzamiento de cohetes de sondeo experimental.
Niijima, al igual que gran parte del resto de Japón, es propenso a los terremotos. De acuerdo con el mapa Geológico de EE. UU., el área alrededor de Niijima promedia de 10 a 20 sismos, de magnitud 5 o mayor, cada año. Como prueba de esta turbulenta historia geológica, está registrado que Niijima y Shikinejima fueron la misma masa de tierra en fecha tan reciente como el siglo XVIII. En 1688 y nuevamente en 1704, varios tsunamis forjaron las distintas islas que existen en la actualidad. Esta es la razón por la que la isla se denomina "nueva isla" en japonés.